# Zmijovec fea
Zmijovec fea (Azemiops feae) je považován za vývojově nejstarobylejšího žijícího zmijovitého hada a byl pojmenován Georgem Albertem Boulengerem na počest italského zoologa Leonarda Fea. Jedná se o velmi vzácného hada.
Dorůstá délky do 80 cm a má velké štítky na hlavě a hladké tělní šupiny. Žije skrytě v mokré vrstvě tlejícího listí na lesnatých a křovinatých stanovištích a na povrchu se objevuje jen v noci. Je pomalý a neútočný, žere ještěry a drobné savce. Způsob rozmnožování je neznámý. Žije ve střední a jižní Číně, severní Barmě a severním Vietnamu.